# 喇叭裤
喇叭裤（英语：Bell-bottoms, flares）是一种从膝盖处向下变宽，裤腿呈钟形或喇叭形的裤子。

## 历史

### 从海军起源

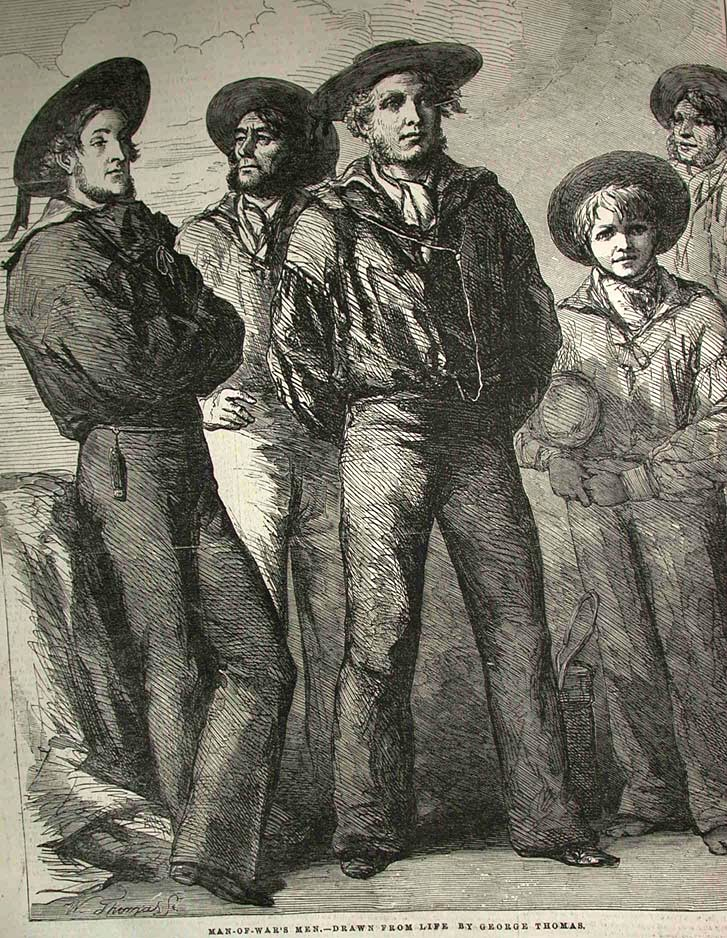
1854年，几名水手身穿制服的插画

19世纪初，美国海军还没有制定标准化的制服时，一些水手穿起了一种裤腿为喇叭形状的宽形裤子。1813年，史蒂芬·迪凯图准将（Stephen Decatur）撰写了第一篇关于水手制服的记载：在美国和马其顿的护卫舰上，男人们“戴着有硬檐边的帆布帽子，上面挂着飘带，蓝色夹克宽松地搭在背心上，下身穿着蓝色的喇叭形裤腿的长裤。”
英国皇家海军常被认为是航海时尚的引领者，但直到十九世纪中叶，喇叭裤才成为标准制服的一部分。这些“喇叭裤”通常只是很宽的裤子，而不是膝盖以下呈喇叭形的裤子，直到1977年才更换为典型的喇叭裤。
虽然现在美国海军的制服裤仍然称为“喇叭裤”，但其设计较为简单，只是宽大的直筒裤。由于穿着者的大腿撑满了裤子的上半部分，裤腿处就会呈现出喇叭口。这种风格的裤子流行了很多年，最初或许是因为这种裤子的裤腿很容易卷起来，便于让穿着者赤脚工作，但是没有可靠的资料可以证实这种海军制服裤流行的具体时间或理由。

### 20世纪60年代、70年代与80年代
20世纪60年代时，欧洲和北美的男女都热衷于追赶时尚潮流。他们通常穿着由牛仔布制成的裤子，裤子从小腿的底部向外展开，每条裤腿的底部开口处有轻微弯曲的下摆，形成一个18英寸（46厘米）大小的圆周。这种裤子通常会与高跟鞋、木屐或切尔西靴搭配穿着。这一时期出现了一种喇叭裤的变体，称为懒人裤（Loon pants），它比普通喇叭裤有更大的下摆。在1966年英国电视音乐综艺节目《Ready Steady Go!》中，表演的舞者们偶尔会穿这种裤子。

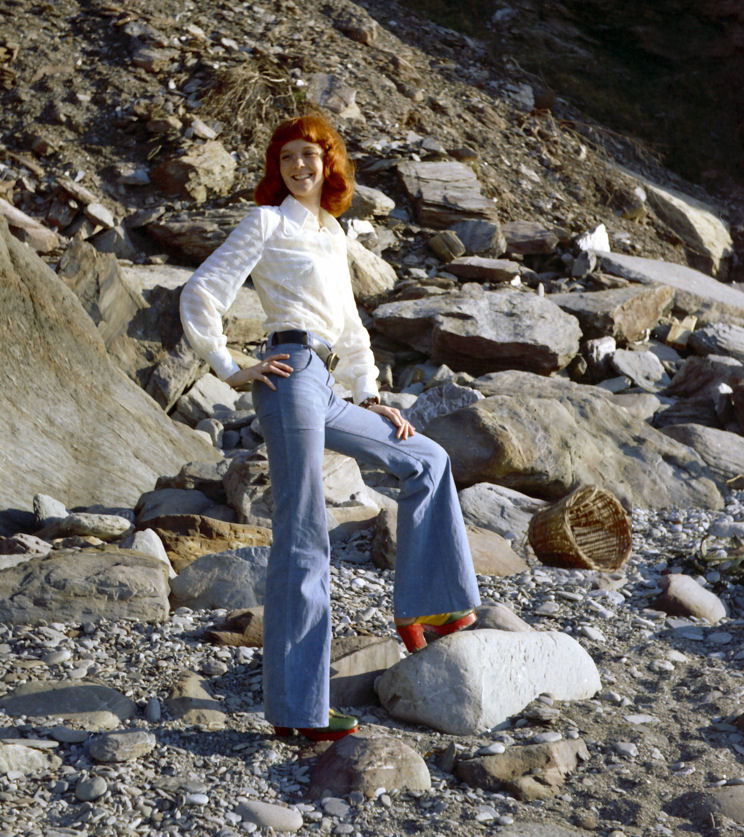
20世纪70年代的喇叭裤

到了20世纪70年代，喇叭裤又回归主流时尚。蓝调摇滚乐队Derek and the Dominos在1971年发行的流行音乐单曲“Bell Bottom Blues”中提到了喇叭裤。另外，Sonny & Cher在他们的一档流行电视节目中也身穿喇叭裤。这一时期的喇叭裤通常从膝盖处向下展开，腿部底端开口长达26英寸，由牛仔布、棉和涤纶制成，十分受人们欢迎，是70年代迥异而多彩的时尚风格的象征。
20世纪70年代中后期流行的大象喇叭裤（Elephant bells）与懒人裤（Loon pants）类似，通常由牛仔布制成。大象喇叭裤在膝盖以下有明显的下摆，经常会覆盖穿着者的鞋子。最适合搭配的鞋子是鞋底至少有2英寸（5.1厘米）厚的厚底鞋以及鞋跟高度为4到5英寸（10到13厘米）的高跟鞋，以保持裤子的下摆离地。
在七十年代后期朋克摇滚兴起之后，喇叭裤渐渐变得不再时髦。到了1979年，紧身裤取而代之成为主流，喇叭裤从1968年到1978年为期十年的时尚潮流也自此告一段落。
1988年，The Stone Roses、Happy Mondays和The Charlatans等乐队在“第二次爱之夏”（Second Summer of Love）音乐文化运动中重新向人们推荐喇叭裤，掀起了一场重大的喇叭裤复兴。
今天，20世纪60年代和70年代的喇叭裤成为了古着中的经典收藏款。

### 20世纪90年代与21世纪
1996年，女式喇叭裤重新引入大众主流时尚，并取名为靴型裤（boot-cut），因为它的下摆设计比传统喇叭裤窄小。而到了1999年，裤腿下摆更为宽大的牛仔喇叭裤（flare jeans）已经在女性中十分流行，从而结束了靴型裤在时尚界的统领。喇叭褲在21世紀變得更為多元。
到了2009年左右，裤子中喇叭形的轮廓逐渐消失，紧身牛仔裤成为了新的潮流。FocusOn-Style的创始人Sharon Haver评论道：“就好像所有穿着靴型牛仔裤的女孩子们一夜之间把它们都扔了，第二天就开始穿起了紧身牛仔裤和平底鞋。”然而，靴型裤和牛仔喇叭裤从未完全消失，这两种款式在今天的牛仔时尚和高质量的办公服装中依然处于相对流行的地位 。
到了21世纪初期和中期，喇叭裤的下摆设计相比此前更为夸张，也更为多样。20世纪90年代和21世纪流行的女款靴型裤会在膝盖处收紧，从膝盖处向下逐渐变宽，而男款在膝盖处通常是直筒式的，但也有其他选择。这与20世纪60年代和70年代流行的喇叭裤有所区别。材質也更換為棉質的。